# Пирогово (Сямженский район)
Пирогово — деревня в Сямженском районе Вологодской области.
Входит в состав Коробицынского сельского поселения, с точки зрения административно-территориального деления — в Голузинский сельсовет.
Расстояние до районного центра Сямжи по автодороге — 55 км, до центра муниципального образования Георгиевской по прямой — 14 км. Ближайшие населённые пункты — Голузино, Климушино, Ездунья.
По переписи 2002 года население — 34 человека (16 мужчин, 18 женщин). Преобладающая национальность — русские (97 %).